# Bracon brevis
Bracon brevis är en stekelart som beskrevs av Telenga 1936. Bracon brevis ingår i släktet Bracon och familjen bracksteklar. Inga underarter finns listade.